# Seznam fakult a ústavů Vysokého učení technického v Brně
Vysoké učení technické v Brně je druhou nejstarší českou technickou vysokou školou. K 1. lednu 2012 je součástí Vysokého učení technického v Brně 8 fakult, 3 vysokoškolské ústavy a další vedoucí orgány VUT v Brně.

## Fakulty
Po posledních změnách v rozdělení fakult z přelomu století se VUT v Brně skládá z 8 fakult.
|              | Název                                               | Zkratka | Založena          | Počet studentů studia | Počet studentů studia | Počet studentů studia | Celkový počet studentů |
| bakalářského | Název                                               | Zkratka | Založena          | magisterského         | doktorského           |                       | Celkový počet studentů |
| ------------ | --------------------------------------------------- | ------- | ----------------- | --------------------- | --------------------- | --------------------- | ---------------------- |
|              | Fakulta architektury                                | FA      | 5. listopadu 1919 | 437                   | 227                   | 107                   | 771                    |
|              | Fakulta elektrotechniky a komunikačních technologií | FEKT    | 1. září 1959      | 2 236                 | 1 170                 | 475                   | 3 881                  |
|              | Fakulta chemická                                    | FCH     | 3. listopadu 1992 | 588                   | 255                   | 171                   | 1 014                  |
|              | Fakulta informačních technologií                    | FIT     | 1. ledna 2002     | 1 700                 | 659                   | 211                   | 2 570                  |
|              | Fakulta podnikatelská                               | FP      | 15. září 1992     | 1 889                 | 1 397                 | 99                    | 3 385                  |
|              | Fakulta stavební                                    | FAST    | 19. září 1899     | 2 317                 | 613                   | 293                   | 3 223                  |
|              | Fakulta strojního inženýrství                       | FSI     | 19. září 1900     | 2 757                 | 1 287                 | 481                   | 4 525                  |
|              | Fakulta výtvarných umění                            | FaVU    | 1. ledna 1993     | 184                   | 93                    | 22                    | 299                    |
| Celkem       | Celkem                                              | Celkem  | Celkem            | 12 108                | 5 701                 | 1 859                 | 19 668                 |

Tento výčet fakult je platný až od roku 2002, kdy jako zatím poslední fakulta vznikla Fakulta informačních technologií. 
VUT se zpočátku (v době Rakouska-Uherska, kdy se ještě nazývalo Vysoká škola technická císaře Františka Josefa v Brně) skládalo ze 4 studijních oborů:
- I.   stavební inženýrství
- II.  A. strojní inženýrství, B. elektroinženýrství
- III. kulturní inženýrství (vodní stavby, meliorace)
- IV.  chemické inženýrství

Toto dělení se po vzniku ČSR rozšířilo o nové obory, ale po komunistickém převratu v roce 1948 bylo VUT takřka dovedeno na pokraj zániku, kdy byla upřednostněna vojensky využitelná část této technické školy a zbytek byl spojen do naprosto nesourodého celku, kdy z bývalé technické školy zbyla jen fakulta stavební, ke které byla připojena třeba slévačská fakulta a tyto nesmyslné zásahy přivedly VUT na pokraj zániku. Obnova školy v původním měřítku začala až v 60. letech, ale například chemické obory na VUT byly obnoveny až po roce 1989. 
Dělení fakult, které je v současné době bylo vytvořeno až v 90. letech, kdy byla z Fakulty stavební vydělena Fakulta architektury a vznikla Fakulta výtvarných umění a z Fakulty strojní byla vydělena Fakulta podnikatelská. V roce 2002 proběhlo vydělení Ústavu informatiky z Fakulty elektrotechniky a informačních technologií, ze kterého vznikla Fakulta informačních technologií.

## Ústavy
- Centrum sportovních aktivit (CESA)
- Středoevropský technologický institut (CEITEC, dříve STI)
- Ústav soudního inženýrství (ÚSI)